# Tipula (Lunatipula) astigma
Tipula (Lunatipula) astigma is een tweevleugelige uit de familie langpootmuggen (Tipulidae). De soort komt voor in het Palearctisch gebied.